# Gonderingen
Gonderingen (luxemburgisch Gonnerengⓘ, französisch Gonderange) ist einer der 12 Ortsteile der luxemburgischen Gemeinde Junglinster im Kanton Grevenmacher. Nach dem Hauptort ist Gonderingen mit 1885 Einwohnern die größte Ortschaft der Gemeinde.
Das Dorf hatte einen Haltepunkt an der Schmalspurbahn Luxemburg–Echternach, die von 1904 bis 1957 betrieben wurde.
Gonderingen ist der Geburtsort des Politikers Eugène Schaus (1901–1978), des Radrennfahrers Franz Neuens (1912–1985), Teilnehmer der Olympischen Sommerspiele 1936 in Berlin und des Sportschützen Michel Braun-Schlentz (1930–2021), Teilnehmer der Olympischen Sommerspiele 1972 und 1976. 